# Paraclius paraguayensis
Paraclius paraguayensis är en tvåvingeart som beskrevs av Octave Parent 1931. Paraclius paraguayensis ingår i släktet Paraclius och familjen styltflugor.
Artens utbredningsområde är Paraguay. Inga underarter finns listade i Catalogue of Life.